# 合併記念見沼公園
合併記念見沼公園（がっぺいきねん みぬまこうえん）は、埼玉県さいたま市大宮区にある公園である。

## 周辺
大宮駅から東に1.8Kmほど、見沼代用水西縁と芝川の間に位置する。見沼の緑地保全を目的とした見沼セントラルパーク構想に基づき、2001年の浦和市・大宮市・与野市の3市合併によるさいたま市の設置記念事業として整備され、2007年11月4日に開園した。北側はさいたま市消防局大宮消防署および自治医科大学附属さいたま医療センターに隣接する。
今後南側の用地（12.2ha）を確保した後、防災公園の機能を持つ形で拡張整備する計画があり、拡張後の面積は16.1haとなり、さいたまセントラルパークと改称する（予定）。また、さらに南側に用地（約49ha）を確保して、再度拡張整備する構想がある。

## 施設
芝生広場や、見沼田圃の原風景を再現した湿地がある。園内はバリアフリーとなっている。

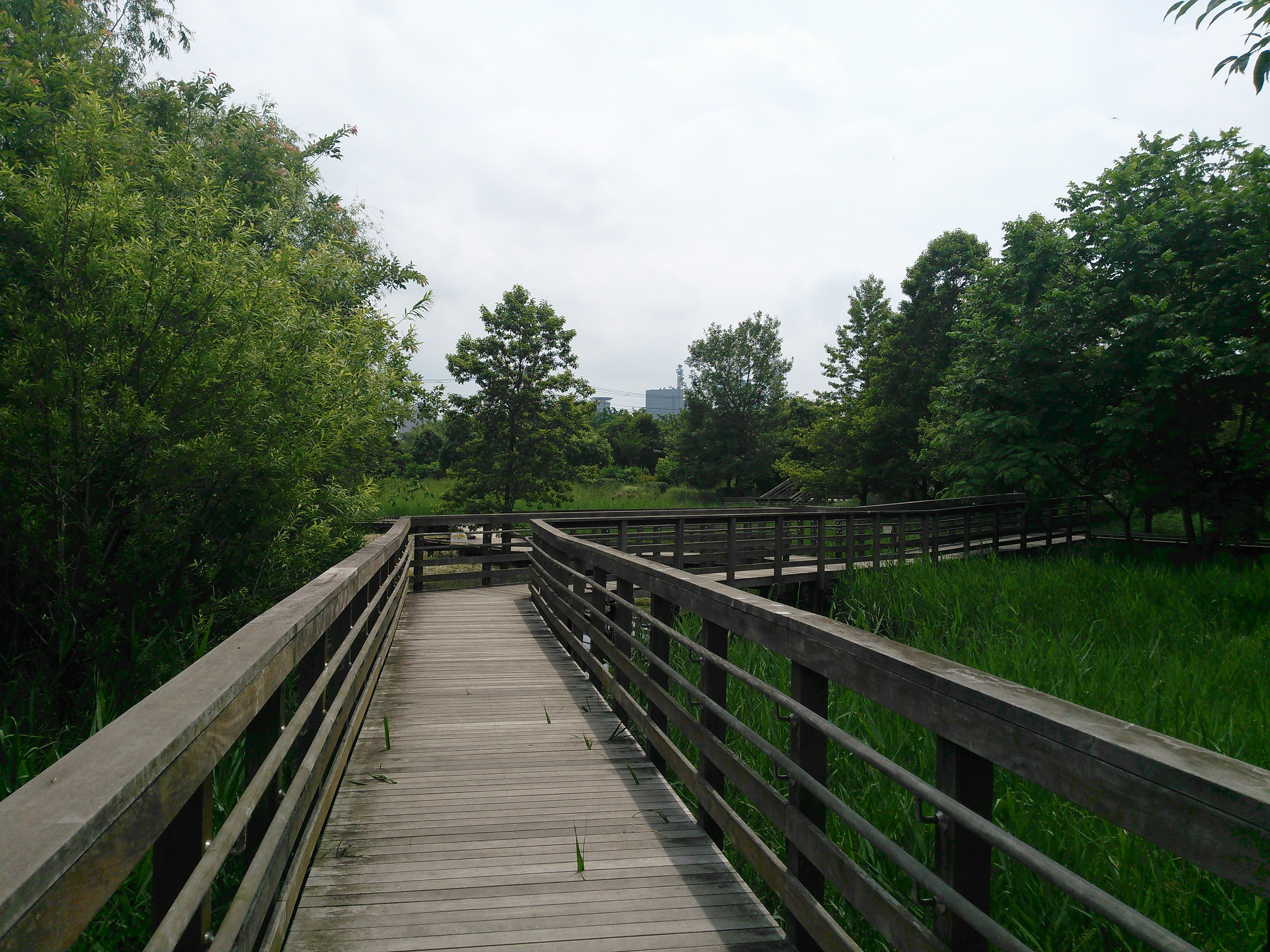
湿地の木道
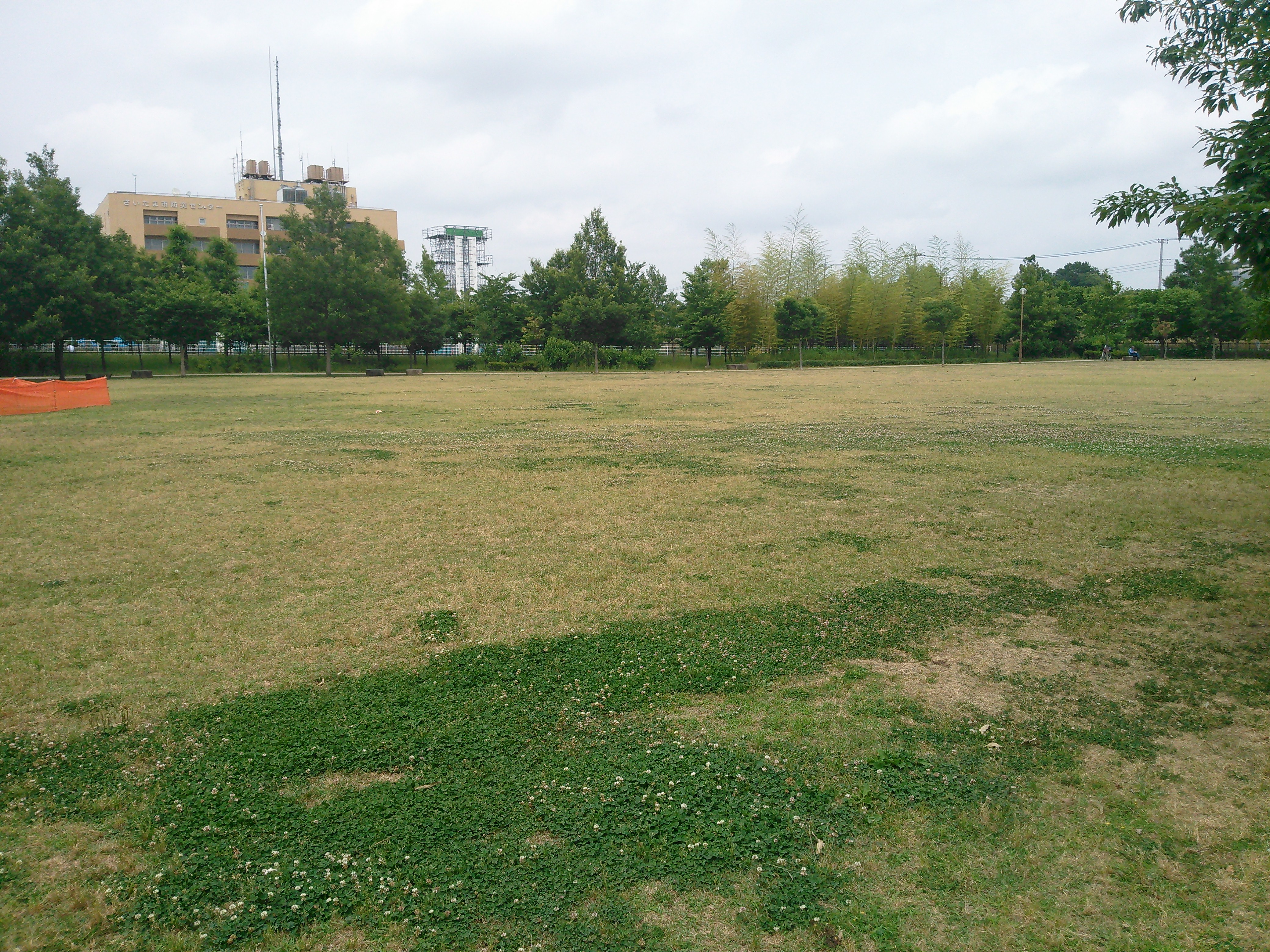
芝生広場